# 斯内弗卡拉
斯内弗卡拉（英語：Sneferka）是一位埃及早期国王的塞拉赫名，他可能统治于第一王朝末期。他统治的确切时间长度是未知的，但一般认为是非常短的，他在王表中的时间顺序暂不清楚。

## 名称来源
斯内弗卡拉的塞拉赫名是目前调查的对象，因为塞拉赫内的象形文字符号有着不寻常的排版顺序。这导致了几种不同的读法：他的名字被读作Seneferka，Sneferka，Neferseka或者Sekanefer。塞拉赫名“Sneferka”出现在几种片岩和雪花石膏容器上。其中一个在卡 (法老)手下的高级官员梅尔卡的马斯塔巴发现，第二个在左塞尔金字塔（第三王朝）的地下画廊发现，第三个也在塞加拉的一个匿名的马斯塔巴发现。在Georges-Michailidis的私人收藏品中发现了第四件具有斯内弗卡拉的名字的神器，但它的真实性被考古学家和埃及学家质疑，因为它的起源是未知的。此外，Michailidis收藏的物体上的铭文是没有荷鲁斯猎鹰的塞拉赫，这对于那段时间的任何埃及神器都是非常不寻常的。

## 认证
除了斯内弗卡拉的塞拉赫之外，题字还提到几个已经知道的能追溯至卡统治时期的机构和地方。它们被称为Qau-Netjeru（“神灵的高度”）和Ah-Netjer（“神宫”），并出现在阿拜多斯的卡的坟墓里的几处石器铭文中。埃及古物学家诸如彼得·卡普兰推断，这些铭文证明了斯内弗卡拉在时间顺序上与卡相邻，或者“斯内弗卡拉”是卡的一个短暂的替代名。
不同来源的两件文物显示了这位国王的塞拉赫，由于用来写他的名字的象形文字几乎难以辨认，这位国王的名字是高度争议的。由于至少对一只鸟的描绘得到了认证，与之有关的国王被称为“荷鲁斯鸟”。埃及古物学家诸如沃尔夫冈·赫尔克和彼得·卡普朗相信，斯内弗卡拉和“荷鲁斯鸟”为了获得埃及的王位而互相争斗。这场斗争在阿拜多斯皇家公墓的掠夺中达到顶峰，墓地也因此被遗弃。这场王位的斗争可能最终被第二王朝的创始人霍特普塞海姆威所结束。支持这一理论的证据是霍特普塞海姆威（Hotussekhemwy）的名字意味着“两国和解”，并且可能与这段不和谐的时期之后埃及王国的统一有关。
相比之下，埃及古物学家凯·瑞赫尔特（Kim Ryholt）认为，斯内弗卡拉统治于第二王朝中期，曾在拉美西斯二世时被认定为就是内弗卡拉。他指出，拉美西斯二世时的法学家经常将太阳的象征添加到早期王朝的国君的名字上，忽略了太阳在古埃及早期还不是神圣的崇拜对象。为了支持他的观点，瑞赫尔特（Ryholt）指出了象形茧上的名字例如Neferkara II和Nebkara I，这些名字代表早期的国王，并且自相矛盾地在他们的名字上有一个太阳符号。埃及古物学家艾丹·多德森（Aidan Dodson）也这样认为，并指出斯内弗卡拉的几乎所有的塞拉赫都被擦除的事实，所以得出结论，斯内费尔卡篡夺了卡的王位。这种行为，对于在重新使用的文物的最初拥有者和仅统治了很短时间的国王之后进行统治的国王而言，是非常典型的。